# Safed
Safed (en hebreu, צפת) és una ciutat del districte del Nord d'Israel, que es troba a la regió de Galilea.

## Història
Segons la llegenda, Safed fou fundada per un fill de Noè després del diluvi universal. Les fonts històriques semblen indicar que la localitat fou fundada cap al segle ii, durant el domini romà. Safed no tornarà a ser mencionada durant uns quants segles. Fou assetjada pels Templaris a les Croades i la van rendir per fam i hi van construir una gran fortalesa (vers 1101). El castell va caure en mans del sultà Bàybars I el 22 de juliol de 1266. Se sap que el 1289 el rabí en cap de Safed, Moisès ben Judà ha-Cohen, anà a Tiberíades a retre homenatge a Maimònides.
A principis del segle xvi, l'Imperi Otomà de Selim I conquerí Palestina i Safed. Sota el domini otomà, Safed fou un sanjaq part de la província de Sidó i posteriorment de la de Beirut.
El 1491 es feu menció que el rabí de Safed hagué d'obrir una botiga de queviures per completar els seus ingressos. Després de l'expulsió dels jueus d'Espanya el 1492, molts rabins destacats van establir-se a Safed, que esdevingué el centre del misticisme jueu, això és, de la càbala. D'entre els cabalistes més importants de la ciutat cal destacar Isaac Lúria i Moisès Cordovero. La influència dels jueus sefardites feu de Safed un centre de les ensenyances jueves i del comerç regional. La primera impremta de l'Orient Mitjà es fundà a Safed el 1578.
Una plaga el 1742 i un terratrèmol el 1759 van fer que minvés la comunitat jueva de Safed, fins al punt que només en quedaren set famílies. L'arribada de jueus procedents de Rússia el 1776 i el 1781 i de fariseus lituans el 1809 i el 1810 va revitalitzar la comunitat.

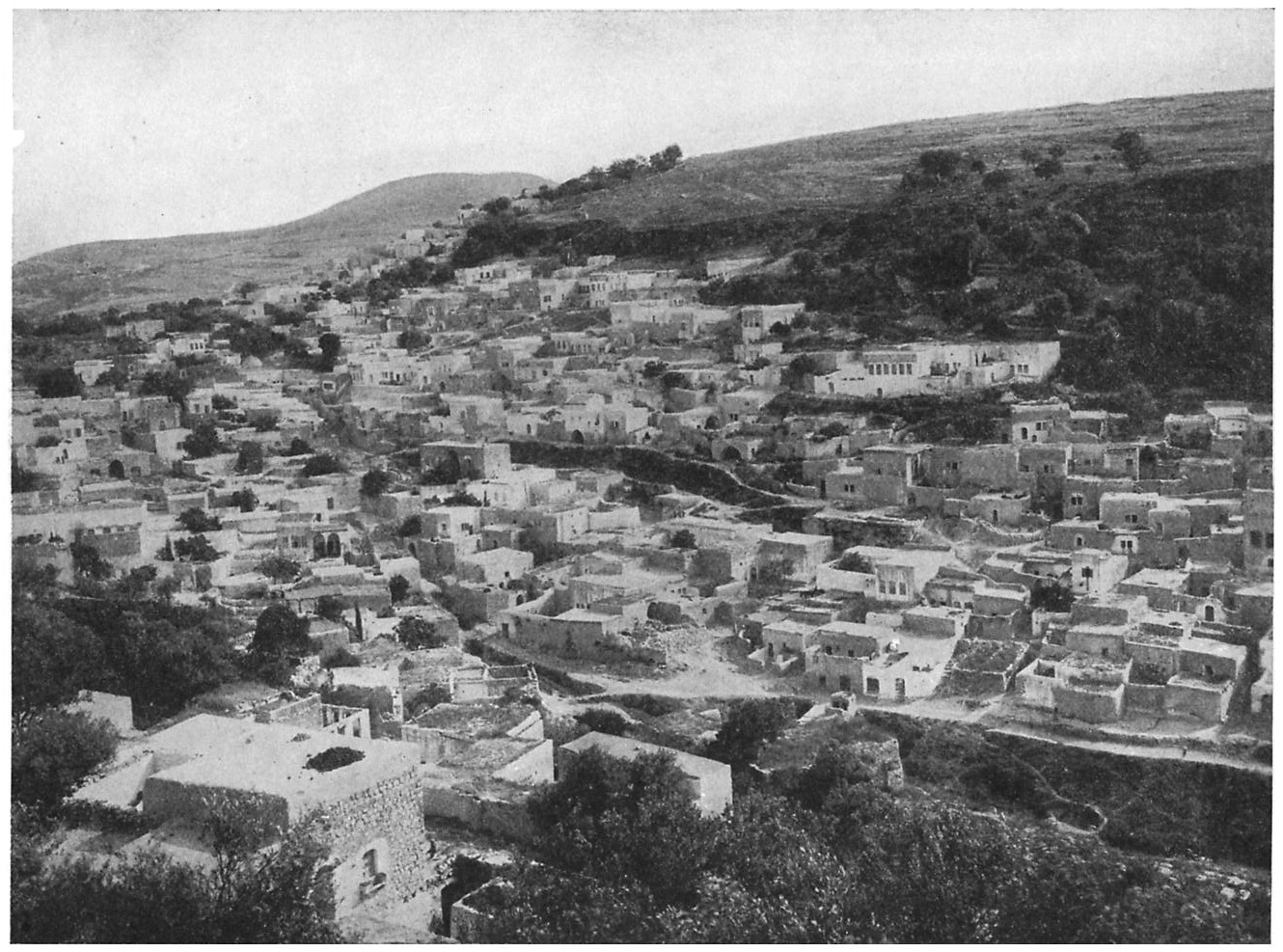
Safed, el 1908

El 1812, una altra plaga va exterminar aproximadament el 80% de la població jueva, i el 1819 el governador d'Acó, Abdal·lah Paixà, els feu xantatge. Entre 1833 i 1834, un grup d'àrabs atacà la comunitat jueva, matant-ne molts i cometent pillatge. Un 7% de les propietats requisades fou retornat posteriorment. L'1 de gener de 1837 un terratrèmol matà 4.000 habitants jueus, a causa de l'esfondrament de les cases. El 1847 una plaga assolà Safed de nou.
La població jueva tornà a créixer a finals del segle xix amb l'arribada d'immigrants de Pèrsia, del Marroc i d'Algèria. Moisès Montefiore visità Safed set cops i finançà gran part de la reconstrucció de la ciutat.
Divuit jueus van ser morts i vuitanta ferits durant l'alçament palestí de 1929.
Abans del 1948, aproximadament 10.000 dels 12.000 habitants de Safed eren d'origen àrab, i la majoria va fugir durant la Guerra araboisraeliana de 1948. Segons el relat d'un soldat jueu, els combatents de la Haganà i de la Irgun van iniciar l'ofensiva, però els residents àrabs van fugir després dels atacs de morter dels reforços de la Palmach. Entre els fugitius hi havia el futur president de l'Autoritat Nacional Palestina Mahmud Abbas i la seva família.
Actualment, la població de Safed ha tornat a augmentar, i torna a ser un centre de la cultura jueva. Amb llambordes pintoresques als carrers, la ciutat també és un centre artístic de gran fama.

## Demografia
Segons l'Oficina Central d'Estadística d'Israel (CBS), la població de Safed el 2003 era formada en un 97,2% per jueus i població no àrab. Hi havia 12.700 homes i 13.200 dones.
Un 43,2% dels ciutadans tenia 19 o menys anys, un 13,5% entre 20 i 29, un 17,1% entre 30 i 44, un 12,5% entre 45 i 59, un 3,1% entre 60 i 64 i un 10,5% 65 o més. La taxa de creixement era, l'any 2001, d'un 3,0%, i d'un 0,9% el 2003.

## Colònia d'Artistes
A les dècades de 1950 i 1960, Safed era coneguda com la capital de l'art d'Israel. Una colònia d'artistes establerta a l'antic barri àrab va ser un centre de creativitat que va atreure artistes d'arreu del país, entre ells Isaac Frenkel Frenel, Yosl Bergner, Moixe Castel, Menachem Shemi, Shimshon Holzman i Rolly Schaffer.Avui la zona conté un gran nombre de galeries i tallers dirigits per artistes individuals i venedors d'art. Hi ha diversos museus i galeries que funcionen a les cases històriques dels principals artistes israelians, com ara el Museu Frenkel Frenel i la galeria Beit Castel (a l'antiga casa de Moshe Castel).

## Ingressos
Segons la CBS, el desembre de 2001 hi havia 6.450 empleats i 523 autònoms a la ciutat. El sou mensual mitjà dels empleats era de 4.476 nous xéquels. Els homes guanyaven un salari mensual de 5.631 nous xéquels i les dones 3.330 nous xéquels. Els ingressos mitjans dels autònoms eren de 4.843 nous xéquels. 425 persones rebien prestació d'atur i 3.085, ajuts socials.

## Ensenyament
Segons la CBS, hi ha 25 centres educatius i 6.292 estudiants a la ciutat. Hi ha 18 escoles primàries amb 3.965 estudiants i 11 escoles secundàries amb 2.327 estudiants. L'any 2001, un 40,8% dels estudiants d'últim curs de secundària es van graduar.

## Ciutats agermanades
- Lilla (França)
- Guarda (Portugal)